# Portlak
Portlak (Portulaca oleracea) är en växtart i familjen portlakväxter. 
Portlaken är en 8–20 centimeter lång, nedliggande ettårig ört. Den är mörkgrön med spadlika blad och små, i bladvecken gula gyttrade blommor. Växtens stam och blad används till syltning, pickles och kryddade maträtter och kan även stuvas som spenat. Den förekommer även i köksträdgårdar i Sverige.

## Externa länkar

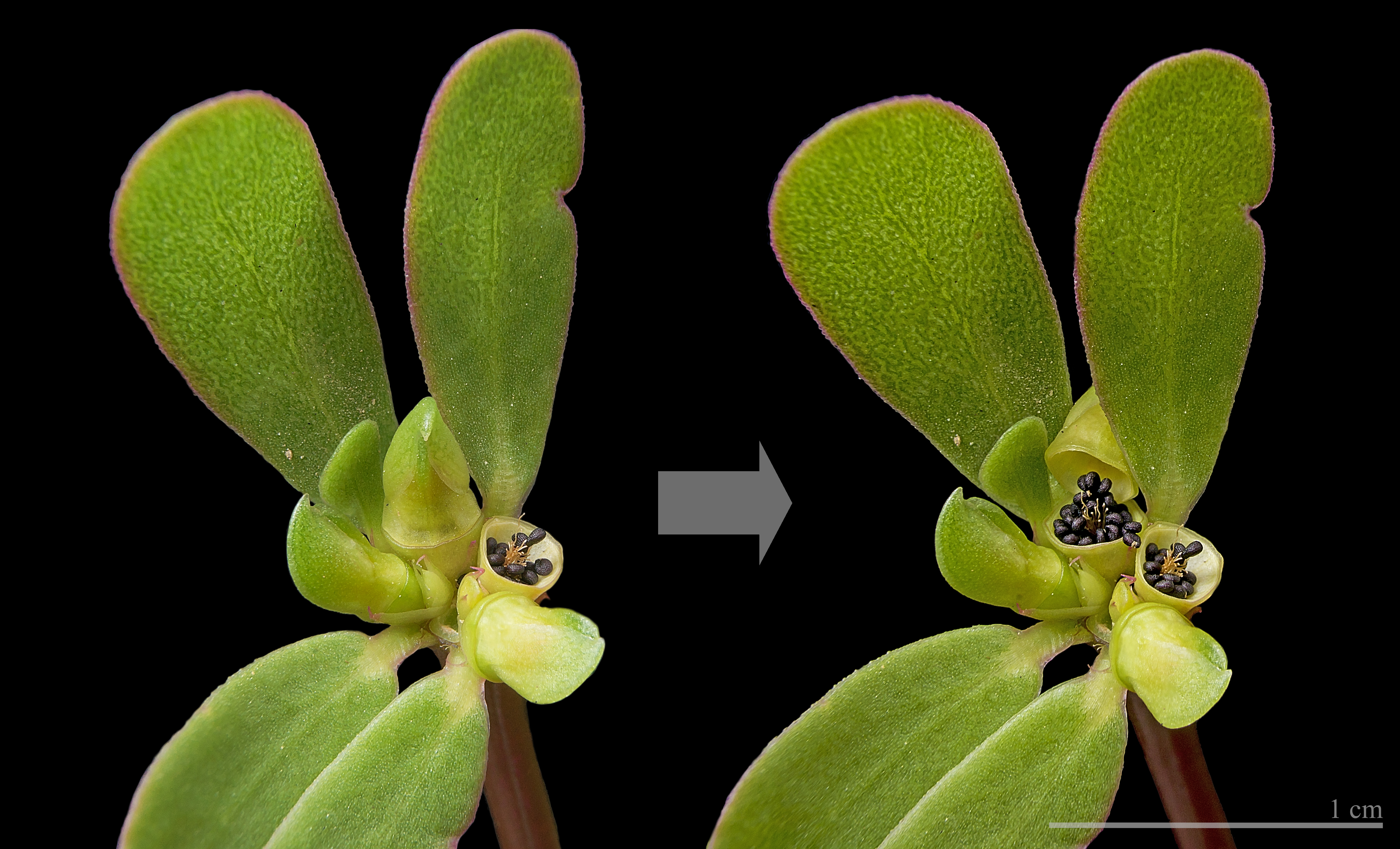
Portlak